# Trzydzieści Sześć Mistrzyń Poezji
Trzydzieści Sześć Mistrzyń Poezji (jap. 女房三十六歌仙 Nyōbō Sanjūrokkasen) – grupa trzydziestu sześciu japońskich poetek tworzących w okresach Heian i Kamakura, wybrana przez nieznanego autora w II połowie XIII wieku. Autor ów prawdopodobnie inspirował się podobnym zestawieniem dokonanym wcześniej przez  Kintō Fujiwarę, które przeszło do historii pod nazwą Trzydziestu Sześciu Mistrzów Poezji. Wiersze poetów z obu grup były następnie zestawiane w tzw. jigai fudō uta-awase (pol. „konkurs poetycki między epokami”), wyimaginowanych konkursach między poetami żyjącymi w różnych czasach. Trzydzieści Sześć Mistrzyń Poezji stało się na powrót popularne we wczesnej epoce Edo, na fali zainteresowania średniowieczną kulturą japońską.

## Lista Trzydziestu Sześciu Mistrzyń Poezji
| N°. | Poetka                                                    | Lata życia                         | Uwagi                                                                             | Portret | Źródło            |
| --- | --------------------------------------------------------- | ---------------------------------- | --------------------------------------------------------------------------------- | ------- | ----------------- |
| 1   | Ono no Komachi (jap. 小野 小町)                           | ur. ok. 834, zm. ok. 880           | Zaliczana także do Sześciu Mistrzów Poezji i Trzydziestu Sześciu Mistrzów Poezji. |         | [ 1 ] [ 2 ] [ 3 ] |
| 2   | Ise (jap. 伊勢)                                           | zm. ok. 939                        | Zaliczana także do Trzydziestu Sześciu Mistrzów Poezji.                           |         | [ 1 ] [ 2 ]       |
| 3   | Nakatsukasa (jap. 中務)                                   | ur. ok. 912                        | Zaliczana także do Trzydziestu Sześciu Mistrzów Poezji.                           |         | [ 1 ] [ 2 ]       |
| 4   | Saigū no nyōgo (jap. 斎宮女御)                            | ur. w 929, zm. w 985               | Zaliczana także do Trzydziestu Sześciu Mistrzów Poezji.                           |         | [ 1 ] [ 2 ]       |
| 5   | Ukon (jap. 右近)                                          |                                    |                                                                                   |         | [ 1 ]             |
| 6   | Michitsuna no haha (jap. 道綱母)                          | ur. ok. 937, zm. ok. 995           |                                                                                   |         | [ 1 ]             |
| 7   | Uma no naishi (jap. 馬内侍)                               | zm. po 986                         |                                                                                   |         | [ 1 ]             |
| 8   | Akazome Emon (jap. 赤染衛門)                              | ur. ok. 957, zm. ok. 1041          |                                                                                   |         | [ 1 ]             |
| 9   | Izumi Shikibu (jap. 和泉式部)                             | ur. ok. 975, zm. ok. 1027          |                                                                                   |         | [ 1 ]             |
| 10  | Kodai no Kimi (jap. 小大君)                               | zm. ok. 1005                       | Zaliczana także do Trzydziestu Sześciu Mistrzów Poezji.                           |         | [ 1 ] [ 2 ]       |
| 11  | Murasaki Shikibu (jap. 紫式部)                            | ur. ok. 973–975, zm. ok. 1014      |                                                                                   |         | [ 1 ]             |
| 12  | Koshikibu no naishi (jap. 小式部内侍)                     | ur. ok. 999, zm. ok. 1025–1026     |                                                                                   |         | [ 1 ]             |
| 13  | Ise no taifu (jap. 伊勢大輔)                              | zm. po 1060                        |                                                                                   |         | [ 1 ]             |
| 14  | Sei Shōnagon (jap. 清少納言)                              | ur. ok. 965, zm. ok. 1024          |                                                                                   |         | [ 1 ]             |
| 15  | Daini no sanmi (jap. 大弐三位)                            | ur. ok. 999, zm. po 1078           |                                                                                   |         | [ 1 ]             |
| 16  | Takashina no Kishi (jap. 高階貴子)                        | zm. w 996                          |                                                                                   |         | [ 1 ]             |
| 17  | Fujiwara no Toshinari no musume (jap. 藤原俊成女)         | ur. ok. 1171, zm. ok. 1252–1254    |                                                                                   |         | [ 1 ]             |
| 18  | Yūshi Naishinnōke no Kii (jap. 祐子内親王家紀伊)          | zm. po 1112                        |                                                                                   |         | [ 1 ]             |
| 19  | Taiken-mon-in Horikawa (jap. 待賢門院堀河)                | zm. po 1142                        |                                                                                   |         | [ 1 ]             |
| 20  | Gishūmon-in no Tango (jap. 宜秋門院丹後)                  | ur. ok. 1113, zm. po 1207          |                                                                                   |         | [ 1 ]             |
| 21  | Kayōmon-in no Echizen (jap. 嘉陽門院越前)                 | zm. po 1248                        |                                                                                   |         | [ 1 ]             |
| 22  | Nijō-in no Sanuki (jap. 二条院讃岐)                       | ur. ok. 1141, zm. po 1216          |                                                                                   |         | [ 1 ]             |
| 23  | Kojijū (jap. 小侍従)                                      | ur. ok. 1121, zm. ok. 1202         |                                                                                   |         | [ 1 ]             |
| 24  | Go-Toba-in no Shimotsuke (jap. 後鳥羽院下野)              | zm. po 1257                        |                                                                                   |         | [ 1 ]             |
| 25  | Ben no naishi (jap. 弁内侍)                               | ur. ok. 1220, zm. ok. 1270         |                                                                                   |         | [ 1 ]             |
| 26  | Gofukakusa-in no shōshō no naishi (jap. 後深草院少将内侍) | zm. ok. 1265                       |                                                                                   |         | [ 1 ]             |
| 27  | Inpumon-in no tayū (jap. 殷富門院大輔)                    | ur. ok. 1131, zm. ok. 1200         |                                                                                   |         | [ 1 ]             |
| 28  | Tsuchimikado-in no kozaishō (jap. 土御門院小宰相)         |                                    |                                                                                   |         | [ 1 ]             |
| 29  | Hachijō-in no Takakura (jap. 八条院高倉)                  | ur. ok. 1176–1177, zm. po 1243     |                                                                                   |         | [ 1 ]             |
| 30  | Go-Saga-in chūnagon no tenji (jap. 後嵯峨院中納言典侍)    |                                    |                                                                                   |         | [ 1 ]             |
| 31  | Shikikenmon-in no mikushige (jap. 式乾門院御匣)           | zm. po 1283                        |                                                                                   |         | [ 1 ]             |
| 32  | Sōhekimon-in no shōshō (jap. 藻壁門院少将)                | zm. po 1276                        |                                                                                   |         | [ 1 ]             |
| 33  | Sagami (jap. 相模)                                        | ur. pom. 991 a 1003, zm. ok. 1061  |                                                                                   |         | [ 1 ]             |
| 34  | Shikishi Naishinnō (jap. 式子内親王)                      | ur. ok. 1153, zm. ok. 1201         |                                                                                   |         | [ 1 ]             |
| 35  | Kunaikyō (jap. 宮内卿)                                    | ur. ok. 1185, zm. pom. 1204 a 1205 |                                                                                   |         | [ 1 ]             |
| 36  | Suō no naishi (jap. 周防内侍)                             | ur. ok. 1036, zm. pom. 1108 a 1112 |                                                                                   |         | [ 1 ]             |